# 河媼

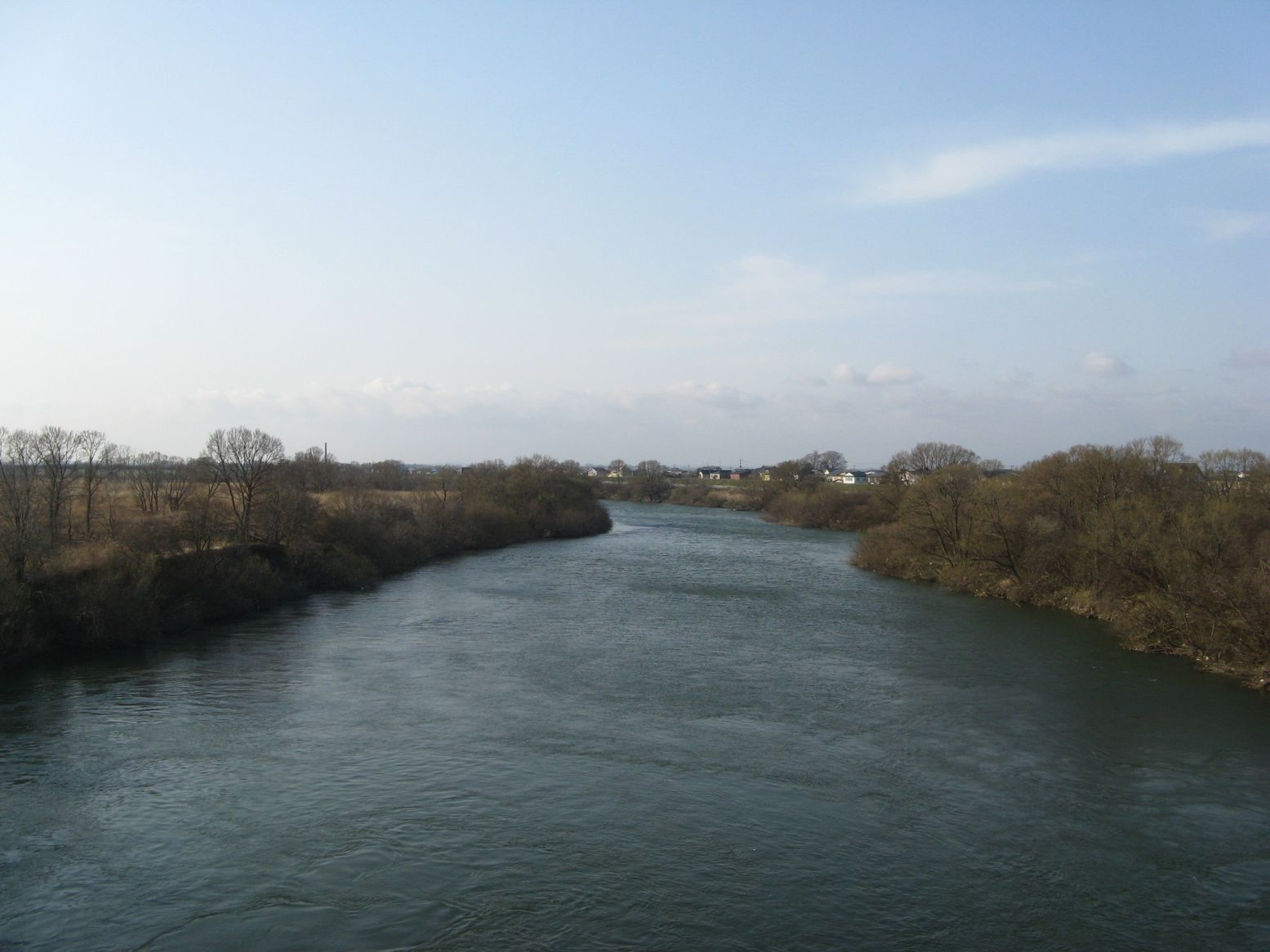
河媼の伝わる岩木川

河媼（かわうば）は、青森県中津軽郡西目屋村に伝わる妖怪。安政時代の津軽弘前の郷士・平尾魯遷の著書『谷の響』に記述がある。
1847年（弘化4年）8月のある夜、番館村（現・青森県弘前市）でのこと。岩木川上流の雌野沢の木こりたちが小屋にいたところ、「おらの子供らがいつも世話になっているので礼に来た」と老婆の声がした。驚いた木こりたちが周囲を見回したものの、周囲にはそれらしき者の姿はなく、さびしげな老婆の声の余韻が残っているだけだった。木こりたちは、これが話に聞く「河媼」というものだろうと言い合い、あまりの怖さに眠ることもできず、火を焚いて夜を明かしたという。
里の古老たちの語りによれば、河媼は番館村の河童灣（かっぱとろ）という淵に住むといわれるもので、このように礼を述べに現れるのみで人に危害を加えるわけでもなく、数十年前までは人里にも現れていたという。また、雌野沢の木こりたちは、山で伐った薪を川に流して弘前に送るため、岩木川のあちこちに塞柵（やらい）と呼ばれる仕掛けを造っていたが、この塞柵は河媼のいる河童灣を避けて造ることが風習として、後に伝えられている。